# Garcinia platyphylla
Garcinia platyphylla är en tvåhjärtbladig växtart som beskrevs av Albert Charles Smith. Garcinia platyphylla ingår i släktet Garcinia och familjen Clusiaceae. Inga underarter finns listade i Catalogue of Life.